# Xylophanes mossi
Xylophanes mossi är en fjärilsart som beskrevs av Clark 1916. Xylophanes mossi ingår i släktet Xylophanes och familjen svärmare. Inga underarter finns listade i Catalogue of Life.